# Magdalena (gemeente in Bolivia)
Magdalena is een gemeente (municipio) in de Boliviaanse provincie Iténez in het departement Beni. De gemeente telt naar schatting 12.717 inwoners (2018). De hoofdplaats is Magdalena.